# Heteropoda novaguineensis
Heteropoda novaguineensis är en spindelart som beskrevs av Embrik Strand 1911. Heteropoda novaguineensis ingår i släktet Heteropoda och familjen jättekrabbspindlar. Inga underarter finns listade i Catalogue of Life.